# Municipio de Bristol (Illinois)
El municipio de Bristol (en inglés: Bristol Township) es un municipio ubicado en el condado de Kendall en el estado estadounidense de Illinois. En el año 2010 tenía una población de 26230 habitantes y una densidad poblacional de 352,92 personas por km².

## Geografía
El municipio de Bristol se encuentra ubicado en las coordenadas 41°41′18″N 88°26′16″O / 41.68833, -88.43778. Según la Oficina del Censo de los Estados Unidos, el municipio tiene una superficie total de 74.32 km², de la cual 73.31 km² corresponden a tierra firme y (1.36%) 1.01 km² es agua.

## Demografía
Según el censo de 2010, había 26230 personas residiendo en el municipio de Bristol. La densidad de población era de 352,92 hab./km². De los 26230 habitantes, el municipio de Bristol estaba compuesto por el 84.78% blancos, el 5.21% eran afroamericanos, el 0.32% eran amerindios, el 2.46% eran asiáticos, el 0.02% eran isleños del Pacífico, el 4.83% eran de otras razas y el 2.39% pertenecían a dos o más razas. Del total de la población el 16.24% eran hispanos o latinos de cualquier raza.